# Чемпионат Европы по водным видам спорта 1974
13-й чемпионат Европы по водным видам спорта прошёл с 18 по 25 августа 1974 года в Вене (Австрия). Программа чемпионата включала в себя соревнования по плаванию, прыжкам в воду, синхронному плаванию и водному поло. Всего было разыграно 37 комплектов наград.

## Медалисты

### Плавание

#### Мужчины
| Дисциплина                       | Золото                                                      | Золото   | Серебро                                                                        | Серебро  | Бронза                                                                              | Бронза   |
| -------------------------------- | ----------------------------------------------------------- | -------- | ------------------------------------------------------------------------------ | -------- | ----------------------------------------------------------------------------------- | -------- |
| 100 м вольным стилем             | Петер Нокке (ФРГ)                                           | 52,18    | Владимир Буре (СССР)                                                           | 52,19    | Клаус Штайнбах (ФРГ)                                                                | 52,31    |
| 200 м вольным стилем             | Петер Нокке (ФРГ)                                           | 1.53,10  | Клаус Штайнбах (ФРГ)                                                           | 1.53,72  | Александр Самсонов (СССР)                                                           | 1.53,74  |
| 400 м вольным стилем             | Александр Самсонов (СССР)                                   | 4.02,11  | Бенгт Гингшё (Швеция)                                                          | 4.03,79  | Андрей Крылов (СССР)                                                                | 4.04,32  |
| 1500 м вольным стилем            | Франк Пфютце (ГДР)                                          | 15.54,57 | Джеймс Картер (Великобритания)                                                 | 15.54,78 | Игорь Евграфов (СССР)                                                               | 16.04,42 |
| 100 м на спине                   | Роланд Маттес (ГДР)                                         | 58,21    | Луц Ваня (ГДР)                                                                 | 58,66    | Золтан Веррасто (Венгрия)                                                           | 58,78    |
| 200 м на спине                   | Роланд Маттес (ГДР)                                         | 2.04,64  | Золтан Веррасто (Венгрия)                                                      | 2.04,96  | Роберт Рудольф (Венгрия)                                                            | 2.07,52  |
| 100 м брассом                    | Николай Панкин (СССР)                                       | 1.05,63  | Вальтер Куш (ФРГ)                                                              | 1.06,04  | Дэвид Лей (Великобритания)                                                          | 1.06,17  |
| 200 м брассом                    | Дэвид Вилки (Великобритания)                                | 2.20,42  | Николай Панкин (СССР)                                                          | 2.22,84  | Дэвид Лей (Великобритания)                                                          | 2.23,79  |
| 100 м баттерфляем                | Рогер Питтель (ГДР)                                         | 55,90    | Роланд Маттес (ГДР)                                                            | 56,68    | Фолькерт Меойв (ФРГ)                                                                | 57,60    |
| 200 м баттерфляем                | Андраш Харгитай (Венгрия)                                   | 2.03,80  | Брайан Бринкли (Великобритания)                                                | 2.04,13  | Хартмут Флёкнер (ГДР)                                                               | 2.04,55  |
| 200 м комплексным плаванием      | Дэвид Вилки (Великобритания)                                | 2.06,32  | Кристиан Лицман (ГДР)                                                          | 2.07,61  | Андраш Харгитай (Венгрия)                                                           | 2.09,08  |
| 400 м комплексным плаванием      | Андраш Харгитай (Венгрия)                                   | 4.28,89  | Кристиан Лицман (ГДР)                                                          | 4.30,32  | Андрей Смирнов (СССР)                                                               | 4.32,48  |
| Эстафета 4×100 м вольным стилем  | ФРГ Клаус Штайнбах Герхард Шиллер Керстен Майер Петер Нокке | 3.30,61  | СССР · Владимир Буре · Александр Самсонов · Анатолий Рыбаков · Георгий Куликов | 3.32,01  | ГДР · Рогер Питтель · Роланд Маттес · Вильфрид Хартунг · Луц Ваня                   | 3.32,54  |
| Эстафета 4×200 м вольным стилем  | ФРГ Клаус Штайнбах Вернер Лампе Фолькерт Меойв Петер Нокке  | 7.39,70  | СССР · Александр Самсонов · Андрей Крылов · Виктор Абоимов · Георгий Куликов   | 7.42,06  | Швеция · Бернт Зарновецки · Андерс Беллбринг · Бьёрн Петер Петерссон · Бенгт Гингшё | 7.43,10  |
| Комбинированная эстафета 4×100 м | ФРГ Клаус Штайнбах Вальтер Куш Фолькерт Меойв Петер Нокке   | 3.51,57  | Великобритания · Колин Каннингхэм · Дэвид Вилки · Стефен Нэш · Брайан Бринкли  | 3.54,13  | СССР · Игорь Потякин · Николай Панкин · Виктор Шарыгин · Владимир Буре              | 3.54,37  |

#### Женщины
| Дисциплина                       | Золото                                                                  | Золото  | Серебро                                                                 | Серебро | Бронза                                                                             | Бронза  |
| -------------------------------- | ----------------------------------------------------------------------- | ------- | ----------------------------------------------------------------------- | ------- | ---------------------------------------------------------------------------------- | ------- |
| 100 м вольным стилем             | Корнелия Эндер (ГДР)                                                    | 56,96   | Ангела Франке (ГДР)                                                     | 57,82   | Энит Бригита (Нидерланды)                                                          | 58,10   |
| 200 м вольным стилем             | Корнелия Эндер (ГДР)                                                    | 2.03,22 | Энит Бригита (Нидерланды)                                               | 2.03,73 | Андреа Айфе (ГДР)                                                                  | 2.05,04 |
| 400 м вольным стилем             | Ангела Франке (ГДР)                                                     | 4.17,83 | Корнелия Дёрр (ГДР)                                                     | 4.19,72 | Новелла Каллигарис (Италия)                                                        | 4.22,92 |
| 800 м вольным стилем             | Корнелия Дёрр (ГДР)                                                     | 8.52,45 | Новелла Каллигарис (Италия)                                             | 8.57,93 | Гудрун Вегнер (ГДР)                                                                | 8.59,79 |
| 100 м на спине                   | Ульрике Рихтер (ГДР)                                                    | 1.03,30 | Ульрике Таубер (ГДР)                                                    | 1.05,07 | Энит Бригита (Нидерланды)                                                          | 1.05,94 |
| 200 м на спине                   | Ульрике Рихтер (ГДР)                                                    | 2.17,35 | Ульрике Таубер (ГДР)                                                    | 2.18,72 | Энит Бригита (Нидерланды)                                                          | 2.21,33 |
| 100 м брассом                    | Кристель Юстен (ФРГ)                                                    | 1.12,55 | Ренате Фогель (ГДР)                                                     | 1.13,69 | Агнеш Качандер (Венгрия)                                                           | 1.14,95 |
| 200 м брассом                    | Карла Линке (ГДР)                                                       | 2.34,99 | Анне-Катрин Шотт (ГДР)                                                  | 2.38,88 | Марина Юрченя (СССР)                                                               | 2.42,04 |
| 100 м баттерфляем                | Роземари Котхер (ГДР)                                                   | 1.01,99 | Анне-Катрин Лойхт (ГДР)                                                 | 1.03,63 | Гунилла Андерссон (Швеция)                                                         | 1.04,67 |
| 200 м баттерфляем                | Роземари Котхер (ГДР)                                                   | 2.14,45 | Анне-Катрин Лойхт (ГДР)                                                 | 2.18,45 | Барбара Шварцфельдт (ФРГ)                                                          | 2.19,71 |
| 200 м комплексным плаванием      | Ульрике Таубер (ГДР)                                                    | 2.18,97 | Андреа Хюбнер (ГДР)                                                     | 2.23,97 | Ирина Фетисова (СССР)                                                              | 2.25,40 |
| 400 м комплексным плаванием      | Ульрике Таубер (ГДР)                                                    | 4.52,42 | Гудрун Вегнер (ГДР)                                                     | 4.58,78 | Сьюзан Ричардсон (Великобритания)                                                  | 5.06,71 |
| Эстафета 4×100 м вольным стилем  | ГДР · Корнелия Эндер · Ангела Франке · Андреа Айфе · Андреа Хюбнер      | 3.52,48 | Нидерланды · Антония Рейндерс · Ада Порс · Вероника Стел · Энит Бригита | 3.57,08 | Франция · Клод Мандонно · Сильвия Ле Ноаш · Шанталь Шерц · Гилен Берже             | 3.57,61 |
| Комбинированная эстафета 4×100 м | ГДР · Ульрике Рихтер · Ренате Фогель · Роземари Котхер · Корнелия Эндер | 4.13,78 | ФРГ Ангелика Гриссер Кристель Юстен Беате Яш Юдит Вебер                 | 4.23,50 | Швеция · Гунилла Лундберг · Йеанетте Петтерссон · Гунилла Андерссон · Диана Олссон | 4.23,90 |

### Прыжки в воду

#### Мужчины
| Дисциплина   | Золото                 | Золото | Серебро                   | Серебро | Бронза                      | Бронза |
| ------------ | ---------------------- | ------ | ------------------------- | ------- | --------------------------- | ------ |
| Трамплин 3 м | Клаус Дибиаси (Италия) | 603,51 | Джорджо Каньотто (Италия) | 593,94  | Вячеслав Страхов (СССР)     | 583,71 |
| Вышка 10 м   | Клаус Дибиаси (Италия) | 562,83 | Фальк Хоффман (ГДР)       | 557,28  | Александр Гендриксон (СССР) | 522,51 |

#### Женщины
| Дисциплина   | Золото                 | Золото | Серебро               | Серебро | Бронза                    | Бронза |
| ------------ | ---------------------- | ------ | --------------------- | ------- | ------------------------- | ------ |
| Трамплин 3 м | Ульрика Кнапе (Швеция) | 465,57 | Ирина Калинина (СССР) | 460,17  | Тамара Сафонова (СССР)    | 455,34 |
| Вышка 10 м   | Ульрика Кнапе (Швеция) | 408,87 | Ирина Калинина (СССР) | 399,54  | Елена Вайцеховская (СССР) | 366,12 |

### Синхронное плавание
| Дисциплина | Золото                                          | Золото | Серебро                            | Серебро | Бронза                                        | Бронза |
| ---------- | ----------------------------------------------- | ------ | ---------------------------------- | ------- | --------------------------------------------- | ------ |
| Соло       | Джейн Холланд (Великобритания)                  | 93,820 | Ангелика Хонсбек (Нидерланды)      | 82,040  | Бригитте Сервонски (ФРГ)                      | 79,320 |
| Дуэты      | Великобритания · Джейн Холланд · Дженнифер Лэйн | 89,050 | ФРГ Беате Мекле Бригитте Сервонски | 82,415  | Нидерланды · Хелма Гиуверс · Ангелика Хонсбек | 78,010 |
| Команды    | Великобритания                                  | 88,490 | ФРГ                                | 85,293  | Нидерланды                                    | 78,859 |

### Водное поло
| Дисциплина | Золото | Серебро | Бронза |
| ---------- | --- | --- | --- |
| Мужчины    | Венгрия · Андраш Боднар · Иштван Гёргеньи · Золтан Кашаш · Ференц Конрад · Эндре Мольнар · Иштван Сивош · Тамаш Фараго · Дьёрдь Хоркаи · Габор Чапо · Тибор Червеняк · Ласло Шароши | СССР · Алексей Баркалов · Александр Древаль · Владимир Жмудский · Александр Кабанов · Николай Мельников · Нугзар Мшвениерадзе | Югославия · Душан Антунович · Синиша Беламарич · Озрен Боначич · Луко Везилиз · Бошко Лозица · Предраг Манойлович · Милош Маркович · Урош Марович · Дамир Полич · Ратко Рудич · Джюро Савинович · Никола Стаменич |

## Общий медальный зачёт
| Место | Страна         | Золото | Серебро | Бронза | Всего |
| ----- | -------------- | ------ | ------- | ------ | ----- |
| 1     | ГДР            | 17     | 15      | 4      | 36    |
| 2     | ФРГ            | 6      | 5       | 4      | 15    |
| 3     | Великобритания | 5      | 3       | 3      | 11    |
| 4     | Венгрия        | 3      | 1       | 4      | 8     |
| 5     | СССР           | 2      | 7       | 11     | 20    |
| 6     | Италия         | 2      | 2       | 1      | 5     |
| 7     | Швеция         | 2      | 1       | 3      | 6     |
| 8     | Нидерланды     | 0      | 3       | 5      | 8     |
| 9     | Франция        | 0      | 0       | 1      | 1     |
| 9     | Югославия      | 0      | 0       | 1      | 1     |
| Всего | Всего          | 37     | 37      | 37     | 111   |